# Bis zum Ellenbogen
Bis zum Ellenbogen ist eine Filmkomödie aus dem Jahr 2007 von Regisseur Justus von Dohnányi, der auch das Drehbuch zum Film schrieb. Die Hauptrollen spielten Stefan Kurt und Jan Josef Liefers.

## Handlung
Die Handlung spielt während der Fußball-Weltmeisterschaft 2006.
Sven, von Beruf Angestellter in einer Privatbank, macht Urlaub auf einer einsamen Hütte in der Schweiz. Der Arbeitslose Willi zeltet zur selben Zeit in der Nähe. Achim, eigentlich NLP-Coach und, nachdem er in eine reiche Familie eingeheiratet hatte, Junior-Chef in der Reederei seines Schwiegervaters, ist gerade in der Gegend mit dem Mountainbike unterwegs.
Nachdem Achim auf seinem Rad mit Willi zusammenstößt, machen sich die beiden gegenseitig Vorwürfe. Als Sven dazukommt, versucht er zu schlichten und lädt die beiden Streithähne in seine Hütte ein. Achim erholt sich dort von seiner Gehirnerschütterung. Am letzten Abend betrinken sich die drei vor der Hütte. Der ehemalige Elektriker und Hobby-Bastler Willi baut eine Vorrichtung, mit der er über Nägel elektrischen Strom durch Gurken leitet und diese so zum Leuchten bringt. Später am Abend lehnt sich Sven zurück und legt sich auf den Rücken ins Gras. Dabei fällt er jedoch in die Nägel der noch immer unter Strom stehenden Vorrichtung und stirbt.
Da Willi Angst hat, wegen des Unfalls bestraft zu werden, fleht er Achim an, ihm zu helfen, die Leiche verschwinden zu lassen. Die beiden beschließen, Sven zum Ellenbogen auf Sylt zu bringen und ihn dort den Wellen zu übergeben. Sven erzählte den beiden nämlich am Vortag davon, dass seine Verlobte dort letztes Jahr ertrank und er sich nach seinem Tod auch eine Seebestattung wünschen würde.
Achim jedoch hat insgeheim einen ganz anderen Plan: Um seine Geldprobleme in der Firma loszuwerden, will er die Privatbank ausrauben, in der Sven gearbeitet hat. Da Sven von großen Mengen Schwarzgeld in der Bank erzählte, und davon, dass er immer als Erster alleine in der Bank ist und vom Chef jeden morgen die Schlüssel zur Bank bekommt, fahren die beiden erst zu Willi, der bei Stuttgart wohnt, und richten die Leiche her.
Bevor sie nach Sylt aufbrechen, fahren sie noch zu Achims Haus in Hamburg, wo Achims Frau Rebecca ihm allerdings das Auto abnimmt und ihn aus dem Haus wirft, da sein Schwiegervater bereits hinter die Geldprobleme in der Firma und seine Lügengeschichten gekommen ist. Auf Sylt suchen sie zuerst Svens Wohnung auf, bemerken allerdings nicht, dass er mit seiner Mutter zusammen lebt. Aus Versehen schlägt Willi die Mutter mit einem Nudelholz nieder, die daraufhin kurzzeitig bewusstlos wird. Die beiden verpassen ihr einen Verband, der auch ihre Augen bedeckt, und als sie wieder zu sich kommt, tut Achim so, als wäre er Sven und erklärt ihr, dass sie nur einen Unfall gehabt habe.
Schließlich gelingt der Diebstahl der Schwarzgelder aus dem Bank-Tresor. Willi und Achim übergeben Svens Leiche dem Meer und fahren mit dem Geld nach Südafrika, wo die Fußball-Weltmeisterschaft 2010 stattfinden wird. Svens Mutter schicken sie später per Post im Namen ihres verschwundenen Sven ein gefälschtes Foto, auf dem Sven und die beiden fröhlich am Strand von Kapstadt zu sehen sind und legen eine große Summe Bargeld aus der Beute mit der Erklärung bei, dass Sven mit seinen beiden neuen Geschäftspartnern in Südafrika nun sein Glück gemacht hat.

## Hintergrund
- Die Produktionskosten wurden auf rund 650.000 Euro geschätzt.
- Die Dreharbeiten fanden vom 19. Juni 2006 bis 13. Juli 2006 in Hamburg, Winnenden, auf Sylt und in den Schweizer Alpen statt.
- Filmpremiere war am 24. Juni 2007 auf dem Filmfest München. Kinostart in Deutschland war am 1. November 2007. In den deutschen Kinos wurden 95.672 Besucher gezählt. Am 17. April 2008 erschien der Film auf DVD.

## Kritiken
„Überdrehte, klamaukige schwarze Komödie im Stil von ‘Immer Ärger mit Harry’, mit dem Schauspieler Justus von Dohnanyi sein Langfilmdebüt gibt. Dabei überlässt er seinen Kollegen Jan Josef Liefers und Stefan Kurt zum größten Teil die Leinwand. Die Pointen sitzen und zahlreiche Lacher sind bei diesem respektlosen Spaß garantiert.“
– Kino.de
„Dem Regienovizen Justus von Dohnányi […] sind schöne Momentaufnahmen des deutschen Sommermärchens geglückt. Ein feiner, kleiner Film mit exzellenten Darstellern.“
– Cinema
„Auf Improvisation, Situationskomik und Wortwitz setzende Komödie, deren schwarz-humoriges Konzept nur bedingt aufgeht, weil der angestrebte ‘britische Humor’ allzu häufig im Sande verläuft.“ – Lexikon des internationalen Films
„Dohnányi baut seinen Film in Zeiten der Agenda 2010 vor allem auf sozialem Status auf und auf Eigenschaften wie Gier und Streitlust. Erfrischend ist dabei, dass nicht nur der Kapitalist, sondern auch der Arbeitslose wahre Nervensägen sind.“ – Critic.de

## Auszeichnungen
- Justus von Dohnányi wurde für den Deutschen Filmpreis 2008 in der Kategorie Beste darstellerische Leistung – männliche Nebenrolle nominiert.